# Ixodonerium
Ixodonerium là chi thực vật có hoa trong họ Apocynaceae.